# Pieza deresistans
Pieza deresistans (лат.) — вид короткоусых двукрылых насекомых рода Pieza из семейства Mythicomyiidae.

## Распространение
Венесуэла.

## Описание
Мелкие мухи с длиной около 1 мм (0,81 — 1,05). Основная окраска коричневая и чёрная с жёлтыми отметинами. Лоб и затылок жёлтые. Усики чёрные. 
Первая субмаргинальная ячейка крыла закрытая и треугольная, усиковый стилус, размещён субапикально на втором флагелломере. Мезонотум сплющен дорзально. Глаза дихоптические. Вид был впервые описан в 2002 году американским диптерологом Нилом Эвенхусом (Center for Research in Entomology, Bishop Museum, Гонолулу, Гавайи, США). Видовое название дано по внешне тонкому и хрупкому виду голотипа и паратипов и происходит от латинских слов «de» + «resistens» (непрочный, хрупкий).